# Vernon (Kalifornija)
Vernon je grad u američkoj saveznoj državi Kalifornija. Prema popisu stanovništva iz 2010. u njemu je živjelo 112 stanovnika.